# نواة دوت نت
نواة دوت نت أو دوت نت كور (بالإنجليزية: .NET Core) هو إطار عمل مفتوح المصدر و مجاني، تمكن الكمبيوتر إنشاء التطبيقات لانظمةويندوز، لينوكس، وأنظمة التشغيل ماك. تعرف بإطار عمل دوت نت تم تطوير المشروع بشكل أساسي بواسطة مايكروسوفت وتم إصداره بموجب ترخيص MIT.

## التاريخ
تم الإعلان عن نواة دوت نت 1.0 في 12 نوفمبر 2014 ، وتم إصداره في 27 يونيو 2016 ، بالإضافة إلى فيجوال ستوديو 2015 التحديث 3، والذي يتيح تطوير تطبيقات نواة دوت نت ، كانت تطور إصدارات نواة دوت نت 1.0.4 و 1.1.1 في أثناء إصدار أدوات نواة دوت نت 1.0 وفيجوال ستوديو 2017.
تم إصدار نواة دوت نت 2.0 بالإضافة إلى فيجوال ستوديو 2017 (15.3) ونواة ASP.NET (2.0) ونواة إطار عمل .Entity (2.0) في 14 أغسطس 2017. ونواة دوت نت 2.1 في 30 مايو 2018. تم إصدار نواة دوت نت (2.2) في 4 ديسمبر 2018.
. تم الإعلان عن نواة دوت نت (3.0) في 7 مايو 2019 في مايكروسوفت (بيلد). تم إصدار الإصدار 3.0.0 في 23 سبتمبر 2019. مع نواة دوت نت سيحصل إطار العمل على دعم لتطوير برامج تطبيقات سطح المكتب والذكاء الاصطناعي / التعلم الآلي وتطبيقات إنترنت الأشياء. الإصدار التالي بعد نواة دوت نت 3.1 سيكون دوت نت 5، سيتم تجاهل إطار عمل دوت نت وسيكون نت 5 الوحيد. دوت نت يمضي قُدُمَاً  –  وبالتالي إزالة العلامة التجارية «الأساسية» وتخطي الإصدار 4 لتجنب الخلط مع. NET Framework 4.x. المعاينة الأولى لِـنت 5 تم إصدارها في 16 مارس 2020.
| الإصدار         | تاريخ النشر     | صدر مع                                 | اخر تحديث    | تاريخ التحديث الأخير | ينتهي الدعم       |
| --------------- | --------------- | -------------------------------------- | ------------ | -------------------- | ----------------- |
| نواة دوت نت 1.0 | 2016-06-27      | Visual Studio 2015 التحديث 3           | 1.0.16       | 2019-05-14           | June 27, 2019     |
| نواة دوت نت 1.1 | 2016-11-16      | برنامج Visual Studio 2017 الإصدار 15.0 | 1.1.13       | 2019-05-14           | June 27, 2019     |
| نواة دوت نت 2.0 | 2017-08-14      | Visual Studio 2017 الإصدار 15.3        | 2.0.9        | 2018-07-10           | October 1, 2018   |
| نواة دوت نت 2.1 | 2018-05-30      | Visual Studio 2017 الإصدار 15.7        | 2.1.17 (LTS) | 2020-02-18           | August 21, 2021   |
| نواة دوت نت 2.2 | 2018-12-04      | برنامج Visual Studio 2019 الإصدار 16.0 | 2.2.8        | 2019-11-19           | December 23, 2019 |
| نواة دوت نت 3.0 | 2019-09-23      | Visual Studio 2019 الإصدار 16.3        | 3.0.3        | 2020-02-18           | March 3, 2020     |
| نواة دوت نت 3.1 | 2019-12-03      | Visual Studio 2019 الإصدار 16.4        | 3.14 (LTS)   | 2020-02-18           | December 3, 2022  |
| دوت نت 5        | 2020-11 (متوقع) |                                        | 5.0 معاينة 4 | 2020-05-19           |                   |
| دوت نت 6        | 2021-11 (متوقع) |                                        | (LTS)        |                      |                   |
| دوت نت 7        | 2022-11 (متوقع) |                                        |              |                      |                   |
| دوت نت 8        | 2023-11 (متوقع) |                                        | (LTS)        |                      |                   |

## دعم اللغة
نواة دوت نت تدعم بشكل كامل C # وF # (و C++ / CLI اعتبارًا من 3.1 ؛ يعمل فقط على ويندوز) ويدعم جزئياً لغةVisual Basic.NET
حاليا VB. NET يجمع ويعمل على نواة دوت نت، ولكن لم يتم تنفيذ وقت تشغيل Visual Basic المنفصل. أعلنت مايكروسوفت أن. نواة دوت نت ستتضمن وقت تشغيل Visual Basic ، بعد عامين تم تحديث الإعلان إلى نواة دوت نت 5 

## المعمارية البرمجية

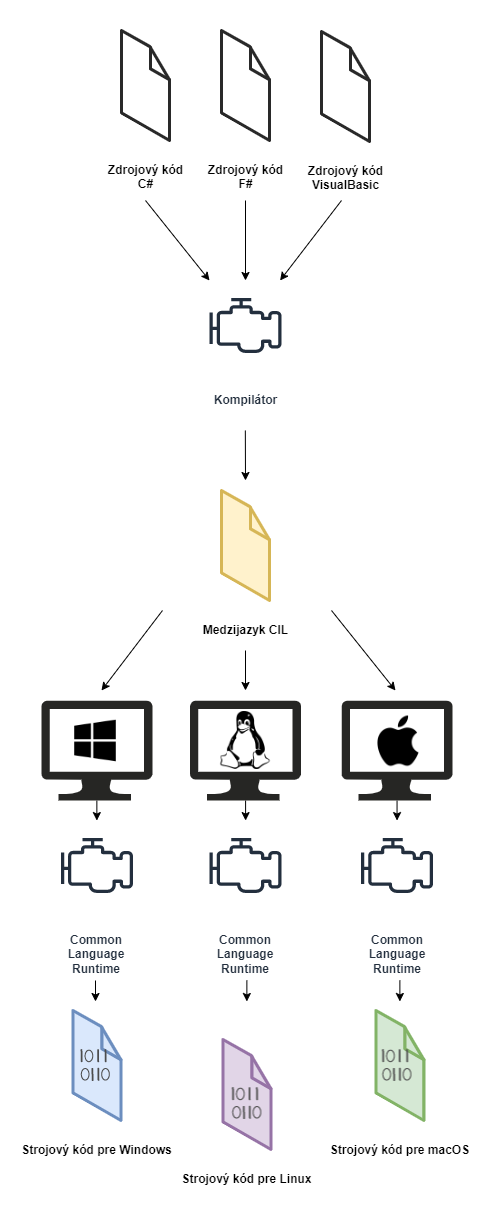
نظرة عامة حول تجميع وتشغيل برنامج NET Framework

نواة دوت نت تدعم أربع منصات متعددة السناريوهات: تطبيقات ويب نواة ASP.NET ‏ ;تطبيقات الأوامر السطرية; ومكتبات منصة ويندوز العالمية. سابقاً نواة دوت نت 3.0 لم تكن تتضمن تشغيل نماذج ويندوز أو بنية عروض ويندوز (WPF)، التي تقدم واجهة المستخدم الرسومية لبرامج سطح المكتب على ويندوز. الآن، نواة دوت نت تدعم تقنيات سطح المكتب مثل نماذج ويندوز وWPF ومنصة ويندوز العالمية (UWP).
نواة دوت نت تدعم استخدام حزم NuGet على عكس إطار عمل دوت نت، التي تستخدم خدمة تحديث ويندوز، نواة دوت نت تعتمد على مدير الحزم لتلقي التحديثات
المكونان الرئيسيان لنواة دوت نت هي CoreCLR و CoreFX، والتي يمكن مقارنتها بوقت تشغيل اللغة العامة (CLR) ومكتبة فئة الإطار (FCL) في . تنفيذ البنية التحتية للغة المشتركة (CLI) لإطار عمل دوت نت [بحاجة لمصدر]
كتطبيق CLI للمكتبات القياسية التأسيسية،  تشارك CoreFX مجموعة فرعية من .NET Framework .NET Framework APIs ، ومع ذلك، فإنه يأتي أيضًا مع واجهات برمجة التطبيقات الخاصة به التي ليست جزءًا من .NET Framework .NET Framework . متغير من .NET Core تستخدم مكتبة .NET Core لـ UWP .
إن .NET Core توفر واجهة سطر أوامر .NET Core نقطة دخول للتنفيذ لأنظمة التشغيل وتوفر خدمات المطورين مثل التجميع وإدارة الحزم.

## روابط خارجية
- نواة دوت نت على موقع Open Hub (الإنجليزية)
- نظرة عامة على NET Framework (MSDN)